# Ліпниця (Воловський повіт)
Ліпниця (пол. Lipnica) — село в Польщі, у гміні Волув Воловського повіту Нижньосілезького воєводства.
Населення — 177 осіб (2011).
У 1975-1998 роках село належало до Вроцлавського воєводства.

## Демографія
Демографічна структура станом на 31 березня 2011 року:
|          | Загалом | Допрацездатний вік | Працездатний вік | Постпрацездатний вік |
| -------- | ------- | ------------------ | ---------------- | -------------------- |
| Чоловіки | 94      | 23                 | 65               | 6                    |
| Жінки    | 83      | 17                 | 56               | 10                   |
| Разом    | 177     | 40                 | 121              | 16                   |